# Serie A2 (baloncesto italiano)
La Serie A2 es la segunda división del baloncesto masculino en Italia y representa el máximo nivel amateur. En la temporada actual participan 20 equipos. Es organizada por la Lega Nazionale Pallacanestro (LNP).

## Historia

### Serie A2 (1974-2001)
En 1974, por voluntad de la Lega Società di Pallacanestro Serie A, la máxima liga del baloncesto italiano se dividió en dos grupos: se añadieron al grupo 1 (luego, Serie A1) los 14 equipos con el derecho de participar en la Serie A 1974/75, mientras que se agregaron al Grupo B (luego, Serie A2) 10 de los equipos que tendrían que competir en la Serie B 1974/75, elegidos según diez criterios. Durante la primera temporada, el sistema de la competición preveía que los primeros dos clasificados de la Serie A2 tomaran parte en la Poule Scudetto, mientras que los demás ocho tomaran parte en la Poule Salvezza (salvación) junto a los últimos ocho de la Serie A1. En la temporada 1976/77 el sistema fue parecido, aunque fueron introducidos los play-off después de la Poule Scudetto. El 12 de mayo de 1982 se disputó el primer All Star Game entre los representantes de la Serie A1 y los de la Serie A2. En la temporada 1994/95 la Serie A1 y la A2 fueron separadas completamente, las dos categorías se convirtieron en profesionales y en la Serie A2 fueron introducidos los play-off para el ascenso a la Serie A1. El 27 de mayo de 1998 se ratificó la división en dos ligas distintas, o sea una Serie A única y una Legadue, y esta reforma se concretó oficialmente el 20 de junio de 2001.

### Legadue (2001-2013)
Desde 2001 a 2013 la entidad organizadora de la segunda categoría, por delegación de la Federación italiana de baloncesto (FIP), fue la Legadue, y este nombre fue utilizado también para la competición.

### Divisione Nazionale A Gold (2013-2014)
La Divisione Nazionale A Gold (llamada inicialmente Primo Campionato Nazionale Dilettanti Gold, o sea "Primer Campeonato Nacional Amateurs Gold"), oficialmente DNA Adecco Gold por motivos de patrocinio, fue el segundo nivel de la liga italiana de baloncesto y el máximo nivel amateur durante la temporada 2013/14. El sistema de la competición preveía la participación de 16 equipos: los primeros siete clasificados de la temporada regular jugaban los play-off para ascender a la Serie A, junto al primer clasificado del grupo Silver. Los últimos dos clasificados descendían al grupo Silver.

### Serie A2 (desde 2014)
Desde la temporada 2014/15, el segundo nivel del baloncesto italiano volvió a llamarse Serie A2 y fue dividido en dos grupos, Gold y Silver, en espera de la unión en un único grupo a partir de la temporada 2015/16. Según el sistema del torneo, los equipos participantes eran 32, divididos en los grupos Serie A2 Gold y Serie A2 Silver. Al término de la temporada regular, los primeros ocho clasificados de la Serie A2 Gold jugaron los play-off para el ascenso a la Serie A, junto a los primeros cuatro clasificados de la Serie A2 Silver. Los últimos dos en la tabla de la Serie A2 disputaron los play-out junto al antepenúltimo y al penúltimo de la Serie A2 Silver, para evitar el descenso a la Serie B. El último clasificado de la Serie A2 Silver descendió directamente a la Serie B.
Para la temporada 2015-16, el sistema se cambió en que los ocho primeros de cada grupo jugaran las eliminatorias de Play-Offs y pasaron a llamarse los dos grupos Este y Oeste, jugando cada equipo en la zona que le corresponda.
Desde la temporada 2024-25 juegan 20 equipos en un único grupo.
En la Serie A2 los equipos deben seguir la regla de tener un mínimo de jugadores italianos en la plantilla, que impone tener al menos seis jugadores italianos (que hayan jugado un número mínimo de años en categorías inferiores), un jugador italiano nacionalizado, un jugador con pasaporte UE, y dos jugadores extracomunitarios.

## Clubes temporada 2024-25
| Equipo                             | Sede                | Pabellón                            |
| ---------------------------------- | ------------------- | ----------------------------------- |
| Pallalcesto Amatori Udine          | Udine               | PalaCarnera                         |
| Avellino Basket                    | Avellino            | PalaDelMauro                        |
| Basket Torino                      | Turín               | Palazzetto dello Sport Gianni Asti  |
| Benedetto XIV Cento                | Cento               | Baltur Arena                        |
| Fortitudo Bologna                  | Bolonia             | PalaDozza                           |
| Ju-Vi Cremona 1952                 | Cremona             | PalaRadi                            |
| Libertas Livorno                   | Livorno             | PalaMacchia                         |
| Nardò Basket                       | Nardò               | Palasport San Giuseppe da Copertino |
| New Basket Brindisi                | Brindisi            | PalaPentassuglia                    |
| OrziBasket                         | Orzinuovi           | PalaBertocchi                       |
| Pallacanestro Cantù                | Cantù               | PalaDesio                           |
| Pallacanestro Forlì 2.015          | Forlì               | Unieuro Arena                       |
| Nuova Pallacanestro Vigevano       | Vigevano            | PalaElachem                         |
| Rinascita Basket Rimini            | Rimini              | Palasport Flaminio                  |
| Scaligera Verona                   | Verona              | Pala AGSM AIM                       |
| Sebastiani Rieti                   | Rieti               | PalaSojourner                       |
| Unione Cestistica Casalpusterlengo | Piacenza            | PalaBanca                           |
| UEB Cividale                       | Cividale del Friuli | PalaGesteco                         |
| Urania Basket Milano               | Milán               | Allianz Cloud Arena                 |
| Victoria Libertas Pesaro           | Pesaro              | Vitrifrigo Arena                    |

## Campeones
| Temporada | Campeón                                            | Ascienden también                   |
| --------- | -------------------------------------------------- | ----------------------------------- |
| 2013–14   | Dolomiti Energia Trento                            | -                                   |
| 2014–15   | Auxilium CUS Torino                                | -                                   |
| 2015–16   | Centrale del Latte Brescia                         | -                                   |
| 2016–17   | Segafredo Virtus Bologna                           | -                                   |
| 2017–18   | Alma Pallacanestro Trieste                         | -                                   |
| 2018–19   | Lavoropiù Fortitudo Bologna                        | Virtus Roma Universo Treviso Basket |
| 2019-20   | Torneo suspendido y dado por concluido sin ganador | -                                   |
| 2020-21   | GeVi Napoli & Bertram Tortona                      |                                     |
| 2021-22   | Scaligera Verona                                   | Scafati Basket                      |

## MVP
| MVP       |                 |                            |
| Temporada | Jugador         | Equipo                     |
| 2013–14   | Davide Pascolo  | Dolomiti Energia Trento    |
| 2014–15   | Ousman Krubally | Europromotion Legnano      |
| 2015–16   | Damian Hollis   | Centrale del Latte Brescia |

## Mejor Entrenador
| Mejor entrenador |                    |                         |
| Temporada        | Entrenador         | Equipo                  |
| 2013–14          | Maurizio Buscaglia | Dolomiti Energia Trento |
| 2014–15          | Luca Bechi         | Auxilium CUS Torino     |
| 2015–16          | Eugenio Dalmasson  | Pallacanestro Trieste   |